# Uroplata interrupta
Uroplata interrupta es una especie de insecto coleóptero de la familia Chrysomelidae.
Fue descrita científicamente en 1911 por Weise.